# Jean-Claude Grenier (égyptologue)
Ne pas confondre avec Jean-Claude Grenier (acteur, 1956-1999) Jean-Claude Grenier (écrivain et journaliste né en mai 1950), ou Jean-Claude Grenier (chimiste né en mars 1947).
Vous pouvez aider à l'améliorer ou bien discuter des problèmes sur sa page de discussion.
- Il ne s’appuie pas, ou pas assez, sur des sources secondaires ou tertiaires. (Marqué depuis juillet 2016)
- Il contient une ou plusieurs listes. Le texte gagnerait à être rédigé sous la forme d’un ou plusieurs paragraphes synthétiques, afin d’être plus agréable à lire. (Marqué depuis juillet 2016)
- Sa forme n’est pas encyclopédique et ressemble trop à un curriculum vitæ. Modifiez le texte pour aider à le transformer en article neutre. (Marqué depuis juillet 2016)

- Archive Wikiwix
- Bing
- Cairn
- DuckDuckGo
- E. Universalis
- Gallica
- Google
- G. Books
- G. News
- G. Scholar
- Persée
- Qwant
- (zh) Baidu
- (ru) Yandex
- (wd) trouver des œuvres sur Wikidata

Jean-Claude Grenier (né le 10 septembre 1943 à Agen et mort le 22 juillet 2016) est un égyptologue français.

## Biographie
Jean-Claude Grenier est né le 10 septembre 1943 à Agen.
- Doctorat d'État ès lettres en 1985.
- Doctorat de troisième cycle en 1972.
- Assistant à l'Institut d'art et d'archéologie à l'université Paris IV de 1969 à 1973.
- Documentaliste chargé des archives scientifiques de l'Institut français d'archéologie orientale de 1973 à 1979.
- Fondateur et directeur de la série Aegyptiaca Gregoriana édité par les Musées du Vatican depuis 1989.
- Conservateur du département des antiquités égyptiennes des Musées du Vatican de 1985 à 1989.
- Maître de conférence à l'université Paul Valéry (Montpellier 3) de 1989 à 1992.
- Consultant des Musées du Vatican chargé d'inventorier et de publier les antiquités encore inédites conservées au Museo Gregoriano Egizio depuis 1989.
- Directeur de l'équipe « Religions et Société de "Égypte tardive » (FRE 2742 du CNRS de 2003 à 2007.
- Directeur d'étude à l'École pratique des hautes études de 1990 à 2012.
- Professeur à l'université Paul Valéry (Montpellier 3) de 1992 à 2012.